# Rezerwat przyrody Bagno w Ewinie
Rezerwat przyrody Bagno w Ewinie – torfowiskowy rezerwat przyrody położony na terenie gminy wiejskiej Gidle w powiecie radomszczańskim (województwo łódzkie).

## Powołanie
Obszar chroniony utworzony został 26 grudnia 2024 r. na podstawie Zarządzenia Regionalnego Dyrektora Ochrony Środowiska w Łodzi z dnia 10 grudnia 2024 r. w sprawie uznania za rezerwat przyrody „Bagno w Ewinie” (Dz. Urz. Woj. Łódzkiego z 2024 r., poz. 10388). Powstał w ramach inicjatywy „100 rezerwatów na 100-lecie Lasów Państwowych”.

## Położenie
Rezerwat ma 20,80 ha powierzchni, a jego otulina – 7,89 ha. Obszar chroniony znajduje się w obrębie ewidencyjnym Wojnowice, podlega pod leśnictwo Niesulów (nadleśnictwo Gidle, Regionalna Dyrekcja Lasów Państwowych w Katowicach). Położony jest w mezoregionie Wzgórz Radomszczańskich. Leży w pobliżu Piliczańskiego Obszaru Chronionego Krajobrazu i zabudowań wsi Ewina, od której bierze swoją nazwę.

## Charakterystyka
Celem ochrony rezerwatowej jest „zachowanie ze względów naukowych i dydaktycznych torfowiska wysokiego z klasy Oxycocco-Sphagnetea oraz sosnowego boru bagiennego Vaccinio uliginosi-Pinetum stanowiącego miejsce występowania długosza królewskiego Osmunda regalis”. Ze względu na dominujący przedmiot ochrony typ obszaru chronionego określono jako fitocenotyczny, a podtyp – zbiorowisk nieleśnych, natomiast ze względu na główny typ ekosystemu typ określono jako różnych ekosystemów, a podtyp – lasów i torfowisk.
W rezerwacie wyróżniono cenne siedliska z następujących klas:
- 7120 torfowiska wysokie zdegradowane, zdolne do naturalnej i stymulowanej regeneracji (największe i najcenniejsze przyrodniczo);
- 7140 Torfowiska przejściowe i trzęsawiska (dwa płaty);
- 91D0 Bory i lasy bagienne[2].

Do ważniejszych gatunków flory należą:
- na torfowiskach wysokich: rosiczka okrągłolistna, modrzewnica pospolita, żurawina błotna, wełnianka wąskolistna i wełnianka pochwowata, a także budujące warstwę mszystą torfowce Sphagnum ssp;
- na torfowiskach przejściowych: szuwary turzycy nitkowatej oraz wełnianki wąskolistnej i torfowca kończystego;
- borach bagiennych: sosna zwyczajna z domieszką brzóz, bagno zwyczajne, borówka bagienna, borówka czarna oraz długosz królewski[2].

Według stanu na styczeń 2025 rezerwat nie ma wyznaczonego planu ochrony ani zadań ochronnych.